# Кармазин, Роман Александрович
Рома́н Алекса́ндрович Карма́зин (2 января 1973, уральск , Пензенская область, Россия) — бывший российский боксёр-профессионал, выступавший в средней весовой категории. Чемпион мира в 1-й средней (версия IBF, 2005—2006) весовой категории. Всего за карьеру стал обладателем семи чемпионских поясов; по собственным словам, заработал менее 1 миллиона долларов.

## Профессиональная карьера
В боксе дебютировал в октябре 1996 года в возрасте 23 лет.
В апреле 2002 года победил по очкам соотечественника, Сергея Татевосяна.
В июле 2002 года потерпел первое поражение на профессиональном ринге, Кармазин проиграл в своём 31-м бою по очкам испанцу, Хавьеру Кастильехо.
В апреле 2005 года Кармазин в бою за статус обязательного претендента на титул чемпиона мира победил американца, Кита Холмса.
В июле 2005 года россиянин победил чемпиона мира в первом среднем весе по версии IBF Кассима Оуму. После победы Кармазин не выходил на ринг целый год. В июле 2006 года он проиграл в близком бою Кори Спинксу.
В ноябре 2007 года Кармазин вышел на бой против мексиканца Алехандро Гарсии. В середине 3-го раунда Кармазин двумя левыми хуками в печень послал противника в нокаут. Поединок проходил в рамках шоу, организованного телеканалом Showtime, главным событием которого был бой Рикардо Майорга — Фернандо Варгас.
В январе 2008 года состоялся бой между Романом Кармазиным и Алексом Бунема. В начале 10-го раунда Бунема провёл левый хук в челюсть, и россиянин опустился на настил. Это был 1-й нокдаун Кармазина в карьере. Однако восстановиться после него Роман не смог. В середине 10-го раунда конголезец провёл левый хук в челюсть. Кармазин оказался в углу, и Бунема провёл серию ударов, отправив Романа на настил во второй раз. Рефери начал было отсчитывать нокдаун, но видя, как тяжело приходит в себя Кармазин, прекратил поединок. Поединок проходил в рамках шоу, организованного телеканалом HBO, главным событием которого был бой Рой Джонс — Феликс Тринидад.
20 декабря 2008 года Кармазин вернулся на ринг, выиграв единогласным решением судей у бывшего чемпиона мира в первом среднем весе Бронко МакКарта. Бой проходил в среднем весе — новой для Кармазина весовой категории.
21 марта Кармазин выиграл техническим нокаутом в 7-м раунде у американца Антвуна Эколса.
9 мая Кармазин одержал победу техническим нокаутом в 4-м раунде над бразильцем Луисом Аугусто Лос Сантосом.
8 января Роман Кармазин завоевал право на бой за титул чемпиона мира по версии IBF, нокаутировав в 10-м раунде колумбийца Дионисио Миранду.
5 июня Кармазин свел вничью бой с чемпионом IBF из Германии Себастьяном Сильвестром. Поскольку не удалось найти спонсоров для проведения шоу в России, бой проходил в Германии — несмотря на то, что ранее команда Кармазина выиграла конкурс заявок.
Санкт-Петербургское региональное отделение Федерации профессионального бокса России ввело с 2011 года присуждение особо почетной награды для спортсменов, добившихся высоких спортивных достижений в профессиональном боксе, — Почетного диплома имени заслуженного тренера РСФСР Игоря Михайловича Лебедева. 3 февраля 2011 года первым Почетным дипломом был награждён Роман Кармазин.
Осенью 2011 года Международная боксёрская федерация IBF организовала турнир, победитель которого получал статус обязательного претендента на титул чемпиона мира в среднем весе, принадлежавший на тот момент австралийцу Дэниэлу Гилу, и Роман Кармазин принял в нём участие. 7 октября в городе Барбанк, штат Илинойс (США), в клубе «Чикаго» он встретился с ганцем Осуману Адама и потерпел поражение техническим нокаутом в девятом раунде.

## Семья
Отец Кармазина работал штукатуром, умер в возрасте 51 года. У Романа от первой жены Галины (проживает в Уральске) есть сын (род. 1994). От второй жены Натальи — двое детей.

## Список поединков
В таблице перечислены результаты всех поединков боксёров.
В каждой строке указан результат поединка. Дополнительно номер поединка обозначен цветом, который обозначает итог поединка. Расшифровка обозначений и цветов представлена в нижеследующей таблице.
| Пример | Расшифровка                     |
| ------ | ------------------------------- |
|        | Победа                          |
|        | Ничья                           |
|        | Поражение                       |
|        | Планируемый поединок            |
|        | Поединок признан несостоявшимся |
| КО     | Нокаут                          |
| ТКО    | Технический нокаут              |
| PTS    | Решение судей (по очкам)        |
| UD     | Единогласное решение судей      |
| MD     | Решение большинства судей       |
| SD     | Раздельное решение судей        |
| RTD    | Отказ от продолжения боя        |
| DQ     | Дисквалификация                 |
| NC     | Поединок признан несостоявшимся |

| Результат | Оппонент                 | Показатели оппонента | Тип | Раунд, время  | Дата            | Место                      | Дополнительно |
| 40-5-2-1  | Осуману Адама            | 19-2                 | TKO | 9 (12), 0:58  | 7 октября 2011  | Бербанк (Иллинойс), США    | Претендентский бой IBF в среднем весе                                                                              |
| 40-4-2-1  | Дэниэл Гил               | 23-1                 | TKO | 12 (12), 2:30 | 31 октября 2010 | Хоумбуш, Австралия         | Претендентский бой IBF в среднем весе                                                                              |
| 40-3-2-1  | Себастьян Сильвестр      | 33-3                 | SD  | 12            | 5 июня 2010     | Нойбранденбург, Германия   | 117-111, 111-118, 114-114. Бой за титул IBF в среднем весе                                                         |
| 40-3-1-1  | Дионисио Миранда         | 20-4-2               | KO  | 10 (12), 2:34 | 8 января 2010   | Глендейл (Калифорния), США | Претендентский бой IBF в среднем весе                                                                              |
| 39-3-1-1  | Луис Аугушту Душ Сантуш  | 24-15                | TKO | 4 (10), 2:08  | 9 мая 2009      | Шымкент, Казахстан         | Угол Душ Сантуша выбросил полотенце                                                                                |
| 38-3-1-1  | Антун Эколс              | 31-9-4               | TKO | 7 (10), 1:52  | 21 марта 2009   | Беверли-Хиллз, США         | Защитил титул NABF в среднем весе. Кармазин в нокдауне в 5 раунде                                                  |
| 37-3-1-1  | Бронко МакКарт           | 51-8-1               | UD  | 12            | 20 декабря 2008 | Инглвуд (Калифорния), США  | 119-109, 118-110, 117-111. Выиграл вакантный титул NABF в среднем весе                                             |
| 36-3-1-1  | Алекс Бунема             | 28-5-2               | TKO | 10 (12), 1:36 | 19 января 2008  | Нью-Йорк, США              | Потерял титул WBA Inter-Continental в первом среднем весе                                                          |
| 36-2-1-1  | Алехандро Гарсия         | 25-2                 | KO  | 3 (12), 1:24  | 23 ноября 2007  | Лос-Анджелес, США          | Выиграл вакантный титул WBA Inter-Continental в первом среднем весе                                                |
| 35-2-1-1  | Джеймс Обеде Тони        | 21-2-1               | TKO | 4 (10), 2:05  | 6 января 2007   | Голливуд (Флорида), США    | |
| 34-2-1-1  | Кори Спинкс              | 34-3                 | MD  | 12            | 8 июля 2006     | Сент-Луис, США             | 114-114, 113-115, 113-115. Потерял титул IBF в первом среднем весе                                                 |
| 34-1-1-1  | Кассим Оума              | 21-1-1               | UD  | 12            | 14 июля 2005    | Лас-Вегас, США             | 118-108, 116-110, 117-109. Выиграл титул IBF в первом среднем весе. Первый титул чемпиона мира в карьере Кармазина |
| 33-1-1-1  | Кит Холмс                | 39-3                 | MD  | 12            | 2 апреля 2005   | Вустер (Массачусетс), США  | 114-114, 115-113, 116-112. Претендентский бой IBF в первом среднем весе                                            |
| 32-1-1-1  | Джейсон Папийон          | 36-11-1              | NC  | 4 (8), 2:46   | 15 мая 2004     | Лас-Вегас, США             | |
| 32-1-1    | Дэвид Уокер              | 19-1-1               | TKO | 3 (12), 2:07  | 4 октября 2003  | Лондон, Англия             | Защитил титул EBU в первом среднем весе. Уокер по 2 раза в нокдауне во 2 и 3 раундах                               |
| 31-1-1    | Михаэль Раск             | 30-2                 | KO  | 2 (12), 2:07  | 13 июня 2003    | Ольборг, Дания             | Защитил титул EBU в первом среднем весе                                                                            |
| 30-1-1    | Хорхе Араухо             | 15-0-1               | TKO | 5 (12), 2:14  | 7 февраля 2003  | Мадрид, Испания            | Выиграл титул EBU в первом среднем весе                                                                            |
| 29-1-1    | Хавьер Кастильехо        | 53-5                 | UD  | 12            | 12 июля 2002    | Мадрид, Испания            | 113-115, 113-115, 111-116. Бой за временный титул WBC в первом среднем весе                                        |
| 29-0-1    | Сергей Татевосян         | 12-2                 | UD  | 8             | 10 апреля 2002  | Санкт-Петербург, Россия    | 78-74, 79-73, 79-72                                                                                                |
| 28-0-1    | Виктор Фесечко           | 35-18-3              | PTS | 6             | 21 июля 2001    | Шеффилд, Англия            | 60-54 |
| 27-0-1    | Майк Альгоэ              | 18-6                 | PTS | 8             | 10 марта 2001   | Лондон, Англия             | 80-73 |
| 26-0-1    | Орхан Делибаш            | 23-1                 | RTD | 3 (12), 3:00  | 3 июня 2000     | Карлсруэ, Германия         | Выиграл вакантный титул EBU в первом среднем весе. Угол Делибаша выбросил полотенце                                |
| 25-0-1    | Нико Торири              | 24-12-3              | TKO | 2 (8)         | 10 марта 2000   | Санкт-Петербург, Россия    | |
| 24-0-1    | Энтони Филдс             | 14-1                 | KO  | 2 (10)        | 29 января 2000  | Атлантик-Сити, США         | |
| 23-0-1    | Саймон Мокуна            | 13-9-3               | UD  | 8             | 25 декабря 1999 | Изегем, Бельгия            | |
| 22-0-1    | Алехандро Де Леон        | 3-4                  | KO  | 5 (8)         | 10 ноября 1999  | Изегем, Бельгия            | |
| 21-0-1    | Юрий Епифанцев           | 22-9-1               | TKO | 4 (8)         | 7 октября 1999  | Санкт-Петербург, Россия    | |
| 20-0-1    | Александр Плеханов       |                      | TKO | 4 (8)         | 9 сентября 1999 | Санкт-Петербург, Россия    | |
| 19-0-1    | Алексей Устьянцев        | 1-3-1                | TKO | 2 (8)         | 10 июня 1999    | Санкт-Петербург, Россия    | |
| 18-0-1    | Хуан Итало Меса          | 33-37-8              | PTS | 8             | 5 марта 1999    | Бильбао, Испания           | |
| 17-0-1    | Уго Даниэль Скарланди    | 33-26-4              | UD  | 8             | 25 декабря 1998 | Изегем, Бельгия            | 80-72, 80-73, 80-72                                                                                                |
| 16-0-1    | Лоранц Шабо              | 13-5                 | TKO | 4 (8)         | 1 ноября 1998   | Изегем, Бельгия            | |
| 15-0-1    | Бахре Ахмети             | 26-5-3               | PTS | 6             | 3 октября 1998  | Аугсбург, Германия         | |
| 14-0-1    | Роберт Фрейзер           | 15-2                 | UD  | 8             | 9 июня 1998     | Москва, Россия             | |
| 13-0-1    | Джефф Джонсон            | 20-20-1              | TKO | 2 (12)        | 14 марта 1998   | Москва, Россия             | Защитил титул WBB в первом среднем весе                                                                            |
| 12-0-1    | Хесус Гутьеррес          | 10-2-1               | TKO | 12 (12)       | 13 декабря 1997 | Санкт-Петербург, Россия    | Выиграл титул WBB в первом среднем весе                                                                            |
| 11-0-1    | Руслан Констанди         | 1-3                  | RTD | 4 (8)         | 17 октября 1997 | Санкт-Петербург, Россия    | |
| 10-0-1    | Теймураз Кекелидзе       | 13-7                 | UD  | 8             | 28 июля 1997    | Москва, Россия             | |
| 9-0-1     | Андриан Лукачёв          |                      | KO  | 4 (8)         | 28 мая 1997     | Санкт-Петербург, Россия    | |
| 8-0-1     | Роман Бабаев             | 9-4-1                | UD  | 8             | 5 апреля 1997   | Санкт-Петербург, Россия    | |
| 7-0-1     | Хорхе Реглеро            | 2-1-1                | TKO | 1 (6)         | 18 марта 1997   | Валенсия, Испания          | |
| 6-0-1     | Хуан Рамон Медина        | 23-2-3               | PTS | 8             | 14 февраля 1997 | Бильбао, Испания           | |
| 5-0-1     | Виктор Орлов             |                      | TKO | 5 (6)         | 2 февраля 1997  | Нарва, Эстония             | |
| 4-0-1     | Хавьер Мартинес Родригес | 25-1                 | PTS | 8             | 20 декабря 1996 | Авилес, Испания            | |
| 4-0       | Андрей Верпаховский      | 0-2                  | TKO | 3 (6)         | 25 ноября 1996  | Санкт-Петербург, Россия    | |
| 3-0       | Эдуард Цветков           | 0-1                  | TKO | 1 (6)         | 20 октября 1996 | Златоуст, Россия           | |
| 2-0       | Вадим Солодов            | 2-6-1                | TKO | 3 (6)         | 11 октября 1996 | Санкт-Петербург, Россия    | |
| 1-0       | Эдуард Гаваза            |                      | TKO | 2 (4)         | 17 августа 1996 | Санкт-Петербург, Россия    | |